# Rattus feliceus
Rattus feliceus és una espècie de mamífer rosegador de la família dels múrids. És endèmica de l'illa indonèsia de Seram, on viu a altituds d'entre 0 i 1.830 msnm. El seu nom específic, feliceus, significa ‘feliç’ en llatí.